# 斯洛維塔
49°45′28″N 24°35′48″E / 49.75778°N 24.59667°E

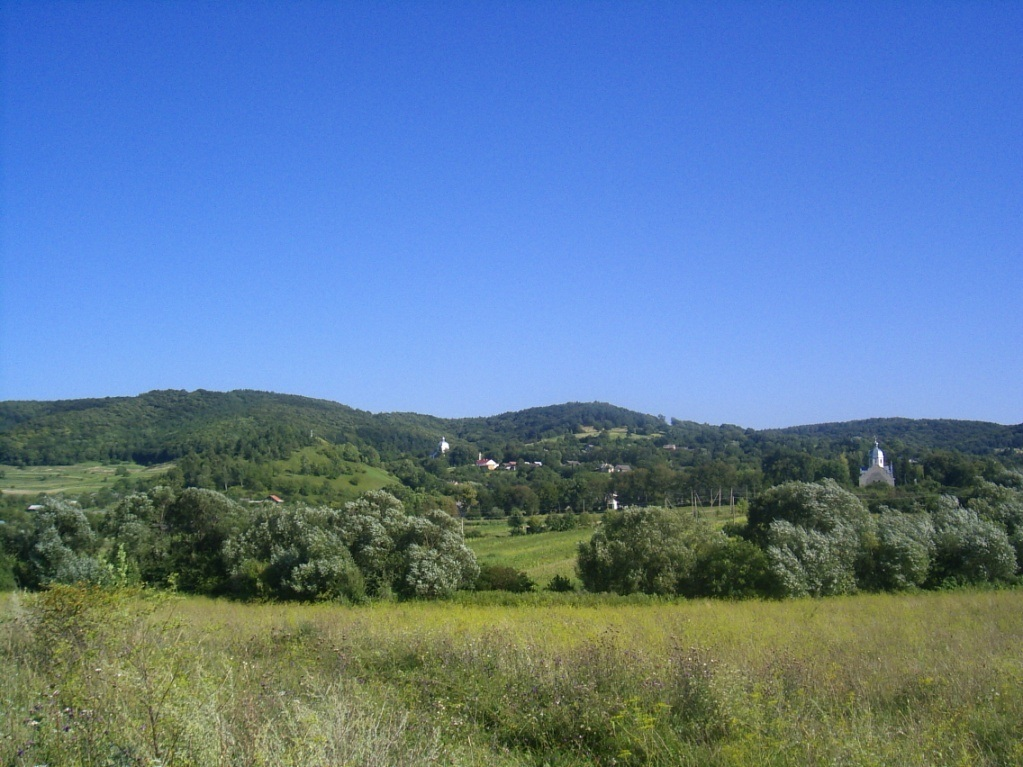

斯洛維塔（烏克蘭語：Словіта），是烏克蘭西部的村莊，隸屬利維夫州的佐洛奇夫區。該村始建於1472年，面積2.8平方公里，海拔高度450米，2024年人口792。